# Беловодский краеведческий музей
Беловодский краеведческий музей — районный государственный краеведческий музей, который раскрывает историю Беловодщины.

## История музея
Толчком к созданию музея стало принятое местными органами власти решение написать очерк по истории Беловодщины для 26-томной «Истории городов и сел Украинской ССР». За работу взялись местные краеведы: М. Ф. Дятченко и В. И. Матлаев. Письменных источников по истории края практически не существовало, поэтому была проведена кропотливая работа в архивах библиотеки Академии Наук Украины и архивах Министерства обороны СССР, а также опрошены местные старожилы. В архивах библиотеки имени Ленина была найдена книга С. Космина «Церковно-приходская летопись слободы Беловодск». Это стало единственным известным письменным источником по истории Беловодщины XIX — нач. XX века. Книга рассказывала о строительстве местного храма, о жизни и быте беловодчан, развитие ремесел, сельского хозяйства, торговли, и т.д. В июне 1964 года очерк был написан, а в 1965 году на заседании бюро райкома компартии Украины было принято решение о создании в Беловодске краеведческого музея. Председателем совета музея назначен Г. Ф. Дятченко.
6 ноября 1967 года решением Беловодской районного совета народных депутатов музей основан как исторический на общественных началах. Статус «народного» музей получил в декабре 1982 года в результате решения коллегии культуры СССР. Новое название, профиль и статус — районный краеведческий музей, заведение получило в 1990 году.
Сначала экспонаты музея располагались на первом этаже бывшего купеческого дома, впоследствии — в бывшей конторе райпотребсоюза, построенной в 1950-х годах. Для посетителей музей был открыт 05.11.1981 года. В 1989 году сделана пристройка к существующему зданию музея. В 1990 году состоялось открытие экспозиции. Совет музея проводил активный сбор материала силами местных жителей, которые передавали памятники на хранение в музей. Первым заведующим вновь созданного музея стала К. Ю. Шевченко. В 1978 году на эту должность назначили Г. Н. Парамееву, в 1981 году — П. А. Клименко, а с 1982 года Г. Ф. Дятченко, который расширил фонды музея, вёл активную переписку с архивами, дописывая историю Беловодщины, и проработал на этом посту до 1996 года. В 1993 году двухтысячным тиражом вышла из печати книга М. Ф. Дятченко «Беловодск. Прошлое и современное старинного города».

## Экспозиция музея
В музее несколько выставочных залов: «Природа», «Экология», «Археология», «Этнография», «Гражданская война», «Великая Отечественная война». Общая площадь музея — 400 м². Фонды музея составляют более 5600 единиц хранения, в том числе основного фонда — 4000, 1800 из которых экспонируется. В музее хранятся коллекции картин, нумизматики, фотодокументов, этнографических и археологических материалов.

## Картинная галерея
С 1992 года в музее существует картинная галерея, основу которой составляют картины художников-земляков П. П. Мирошниченко, М. А. Новикова, М. И. Коршуны, переданные ими в дар.
Художник М. А. Новиков, который живет в Таганроге, в 1989 году подарил краеведческому музею и музею хлеба СПТУ № 115 30 своих картин. Среди них полотна: «Портрет Героя Советского Союза А. А. Новикова», брата художника, а также пейзажи «Беловодск», «Река Деркул», «Домик Чехова», которые викликаюсь интерес посетителей. На военную тему им написаны полотна об обороне Крыма в годы Великой Отечественной войны — «Аджимушкай. Двое», «Аджимушкайська Катюша».
Также выставлены картины пятигорского художника В. И. Новкунского, которые рассказывают о подвиге земляка-альпиниста А. В. Пастухова: «Эльбрус», «Казбек», «Дагестан», «Бештау», «Машук», «Обелиск на могиле Пастухова». В оформлении новой экспозиции краеведческого музея принял участие выпускник Луганского художественного училища В. Г. Кувичко. Им созданы диорамы «Первые поселенцы Беловодской», «Целинная степь», живописные панно «Донские казаки» и «Воин-сармат» и др..
В краеведческом музее представлены произведения декоративно-прикладного искусства и анималистические работы В. Ф. Евтушенко и А. В. Евтушенко, В. Л. Мирошниченко, К. И. Гребенника, И. А. Дреєва и Г. А. Кононенко.

## Музей в наше время
Ежегодно музей посещают более 4000 человек, из которых 70% посетителей — дети, подростки, молодежь. Посетители имеют возможность увидеть более 170 обзорных и тематических экскурсий. Для учащихся в музее проводятся познавательные и воспитательные беседы, тематические уроки, устные журналы, встречи с интересными людьми, дни открытых дверей. Традиционно здесь проводятся и школьные воспитательные часы. Проводится работа по созданию фонотеки воспоминаний ветеранов Великой Отечественной войны, а также свидетелей голода 1932—1933 годов и политических репрессий.
Музей является частью областного туристического кольца, куда, кроме музея, входят ландшафтный парк «Беловодский», Храм Святой Троицы, Деркульский, Лимаревский и Ново-Александровский конные заводы.